# Kunszt wodny

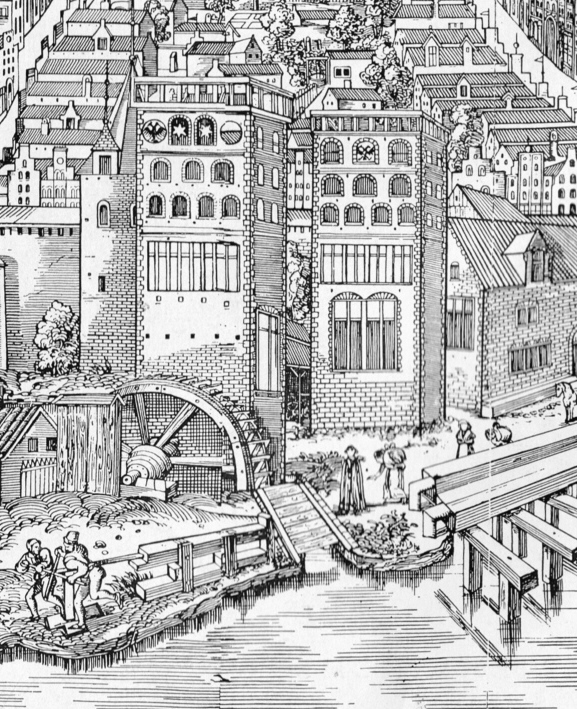
Kunszt wodny w Lubece

Kunszt wodny (niem. Wasserkunst, Druckwerk, łac. machina hydraulica, stpol. rurmusz) – obiekt hydrotechniczny będący elementem sieci wodociągowej. W jego skład wchodziły przede wszystkim pompy wraz z oporządzeniem, zbiornik na wodę i koło wodne napędzające mechanizm. Kunszt wodny zapewniał odpowiednie ciśnienie w rurach doprowadzających bieżącą wodę do miast. Napędzany był siłą rzek. 
Pierwsze obiekty tego typu nie miały pomp, lecz koło czerpalne. Prąd rzeki obracał koło z naczyniami przymocowanymi na obwodzie cylindrycznym, które u dołu czerpały wodę, a u góry wylewały ją do rynny, którą płynęła do rury wodociągu. Konstrukcje takie powstały m.in. w Lubece (1294), Zurychu (1382), Bremie (1394), Wrocławiu (1386), Monachium (1470) oraz Gdańsku (1539). Kunszty wodne bardziej zaawansowane technicznie zawierały wieżę ciśnień ze stacją pomp tłokowych. Pojawiały się one w XVI wieku, np. w Brunszwiku (1525) i Hamburgu (1536).
Kunszty wodne stosowano również w górnictwie do odwadniania 
kopalń podziemnych poprzez wypompowywanie wody dołowej. 